# Ubashi Khan
Pour les articles homonymes, voir Sholoi Ubashi Khuntaij.
Ubashi Khan (VPMC : Ubashi qaγan, cyrillique : Убаши хаан, MNS : Ubashi Khaan, chinois : 渥巴锡汗 ; pinyin : wòbāxī hàn) également transcrit en Oubashi Khan est le dernier khagan du Khanat kalmouk de basse Volga (1630-1771). Le 16 janvier 1771, en raison de l'oppression de l'Empire russe, il dirigea son peuple, les kalmouks, des Mongols oïrats, vers le retour dans une région située dans l'actuelle Ili, région autonome du Xinjiang, en République populaire de Chine. Après un retour difficile au travers des déserts, et de maladies, seules 60 000 personnes arrivent à leur destination.
Il règne sur le Khanat de 1761 à 1771.